# プリオサウルス
プリオサウルス (Pliosaurus、「更なるトカゲ」の意)はヨーロッパと南米の後期ジュラ紀キンメリッジアンからチトニアンの地層から知られる首長竜類の絶滅属の一つ。魚類、頭足類、海棲爬虫類を捕食していた。本属は過去には多くの種を内包していたが、現在では6種が有効とされている。 さらに2種が国際命名規約に陳情している。現在のところ、模式種 P. brachydeirusおよび、P. brachyspondylus、P. carpenteri、 P. funkei、 P. kevani、 P. macromerus, P. rossicus 、 P. westburyensis、P. portentificusが知られている。ほとんどの種は巨大な体サイズを誇っていた。それ以外のP. brachydeirus、 P. brachyspondylus、P. portentificusは、未成熟の個体しか知られていない。本属は断面が三角形の歯等、7つの固有形質によって他のプリオサウルス類と区別される。

## 記載
別の大型プリオサウルス類、リオプレウロドンを用いてノルウェー・スヴァールバル諸島で発見された標本の大きさを推定した場合、全長は15メートル、体重は45,000キログラムとされた。歯の長さは30センチメートルである。1億4700万年頃に生息していたと見積もられている。
後に、このスヴァールバル諸島の標本は最初の推定ほど大きくなく、全長は10 - 12メートルと下方修正された。そして2012年に命名されたプリオサウルス・フンケイは、ホロタイプの頭骨が160 - 200センチメートルと見積もられ、前肢の長さは300センチメートルとされた。また、PMO 214.136 においては頭骨は200 - 250センチメートルと推定された。これはこの生物が他のプリオサウルス類よりも頭と脊椎のわりに大きな鰭をもっていたことを示唆する。また、4つの鰭の骨の分析結果によれば、主に前肢を使って遊泳し、後肢は獲物を追うときなどに加速するのに用いていたことを示している。研究チームによると、フンケイ種の脳は今日のホホジロザメと似た形と比率であるという。